# 比日河
比日河（烏克蘭語：Біж），是烏克蘭東北部的河流，屬於捷爾恩河的右支流。該河流經蘇梅州的科諾托普區和羅姆內區，河道全長27公里，流域面積103平方公里。